# فادو والتلینو
فادو والتلینو (به ایتالیایی: Faedo Valtellino) یک کومونه در ایتالیا است که در استان سوندریو واقع شده‌است.

## خصوصیات
فادو والتلینو ۴٫۸ کیلومترمربع مساحت و ۵۵۳ نفر جمعیت دارد.